# Коузи, Боб
Роберт Джозеф «Боб» Коузи (англ. Robert Joseph "Bob" Cousy, MWCD /KOO-zē/; 9 августа 1928 года в Нью-Йорке) — американский баскетболист, выступавший за клубы Национальной баскетбольной ассоциации «Бостон Селтикс» (1950-63) и «Цинциннати Роялз» (1969-70).
Шестикратный чемпион НБА (1957, 1959-63), самый ценный игрок НБА сезона 1956/1957, 12 раз включался в символические сборные сезона (1952-61 — первая команда, 1962, 1963 — вторая команда), 13-кратный участник Матча всех звёзд. Он входит в число 50 величайших игроков в истории НБА, в 1971 году включён в Зал славы баскетбола. В октябре 2021 года Коузи был признан одним из величайших игроков лиги всех времён и был включён в юбилейную 75-ю команду НБА.

## Биография
Коузи, сын французских иммигрантов, рос в бедном районе Йорквилл на Манхэттене. Когда Бобу было 12 лет, его отец, работая водителем такси в две смены, смог накопить денег на переезд в новый дом в Квинзе. В новом районе Коузи увлёкся баскетболом, хотя сначала играл он неважно и два раза исключался из баскетбольной команды старшей школы имени Эндрю Джексона. В 13 лет, упав с дерева, Боб сломал правую руку и стал тренироваться вести мяч и бросать левой, со временем став амбидекстром. Это его новое качество убедило тренера школьной команды Лу Груммонда взять Коузи обратно и доверить ему самую ответственную позицию — разыгрывающего защитника.
Через полтора года Коузи был уже восходящей звездой нью-йоркского баскетбола. Изначально Боб не планировал поступать в колледж, однако возможность получения спортивной стипендии заставила его налечь на учёбу, чтобы повысить успеваемость. В 1946 году Коузи получил предложение спортивной стипендии в Колледже Святого Креста в Вустере (штат Массачусетс), в 40 милях от Бостона. В основной состав команды колледжа Бобу удалось пробиться лишь на втором курсе, однако тренер Элвин Джулиан считал Коузи выскочкой и сильно ограничивал отпущенное ему время на игровой площадке. Из-за этого Коузи даже хотел перевестись в университет Святого Иоанна, но тамошний баскетбольный тренер Джо Лэпчик порекомендовал Бобу остаться в Массачусетсе и завоевать уважение Джулиана, которого он назвал одним из лучших баскетбольных тренеров в стране.

## Профессиональная карьера
На драфте НБА 1950 года ожидалось, что «Бостон Селтикс» выберет Коузи, однако тренер Ред Ауэрбах отдал предпочтение Чарли Шейру. В результате команда «Три-Ситис Блэкхокс» задрафтовала Коузи. Затем Коузи выбрала команда «Чикаго Стэгс», но когда она распалась, комиссар лиги Морис Подолоф объявил трех игроков «Стэгс» доступными для драфта расширения - Макс Засловски, Эндрю Филлип и Коузи. «Бостон Селтикс» выбрали Коузи. Коузи набирал в среднем 15,6 очков, 6,9 подборов и 4,9 передач за игру, он впервые из своих тринадцати раз участвовал в Матче всех звёзд и привел команду «Бостон Селтикс», совместно с будущими членами Зала славы баскетбола Эдом Маколи и Боунсом Маккинни, к рекорду 39-30 в  сезоне 1950-51. Однако в плей-офф НБА 1951 года «Селтикс» проиграли «Нью-Йорк Никс». В следующем сезоне, когда в команде появился Билл Шерман, Коузи набирал в среднем 21,7 очка, 6,4 подбора и 6,7 передачи за игру и впервые участвовал в 1-й сборной всех звёзд НБА. Тем не менее, «Селтикс» проиграли «Никс» в плей-офф НБА 1952 года.

## После завершения профессиональной карьеры
После завершения карьеры игрока Коузи в 1963 году выпустил автобиографическую книгу «Basketball Is My Life». В том же году он стал тренером Бостонского колледжа. В сезоне 1965 года он сумел вывести свою команду в финал, где «Иглз» проиграли Провиденс со счётом 86:91. Тренером Провиденс в том финале был Джо Маллени — бывший товарищ Коузи по университетской команде Холли Кросс. За семь сезонов в Бостоне его команда одержала 117 побед, потерпев всего 38 поражений, а сам Коузи в 1968 и 1969 годах становился тренером года Новой Англии. Он трижды выводил «Иглз» в турнир NIT, включая выход в финал турнира в 1969 году, а также дважды в турнир NCAA, где в 1967 году смог дойти до восточного регионального финала.
В конце 1960-х годов Коузи вернулся в НБА, но уже в качестве тренера, возглавив «Цинциннати Роялз», где в то время выступал будущий член Зала славы баскетбола Оскар Робертсон. Позже Коузи рассказал об этом переходе: «Я сделал это из-за денег. Мне сделали предложение от которого я не мог отказаться». В 1970 году, 41-летний Коузи, даже вышел несколько раз на площадку как игрок, чтобы улучшить посещаемость домашних игр команды. Несмотря на то, что за семь игр он отыграл всего 34 минуты и набрал 5 очков, продажа билетов увеличилась на 77 процентов. После переезда клуба из Цинциннати в Канзас-Сити/Омаху он ещё некоторое время занимал должность главного тренера, но в начале сезона 1973/74 он ушёл в отставку.
С 1974 по 1979 год Коузи работал комиссаром Американской футбольной лиги. С 1980-х годов он работал телевизионным аналитиком на играх «Селтикс». Кроме того он сыграл небольшую роль в фильме о баскетболе «Азартная игра», где исполнил роль студенческого спортивного директора. В настоящее время Коузи работает консультантом в «Селтикс», а также иногда работает на телевидение вместе с Майком Горманом и своим бывшим товарищем по команде Томом Хейнсоном.

## Статистика

### Статистика в НБА
| Сезон                                                                                    | Команда          | Регулярный сезон | Регулярный сезон | Регулярный сезон | Регулярный сезон | Регулярный сезон | Регулярный сезон | Регулярный сезон | Регулярный сезон | Регулярный сезон | Регулярный сезон | Регулярный сезон | Серия плей-офф | Серия плей-офф | Серия плей-офф | Серия плей-офф | Серия плей-офф | Серия плей-офф | Серия плей-офф | Серия плей-офф | Серия плей-офф | Серия плей-офф | Серия плей-офф |
| Сезон                                                                                    | Команда          | GP               | GS               | MPG              | FG%              | 3P%              | FT%              | RPG              | APG              | SPG              | BPG              | PPG              | GP             | GS             | MPG            | FG%            | 3P%            | FT%            | RPG            | APG            | SPG            | BPG            | PPG            |
| ---------------------------------------------------------------------------------------- | ---------------- | ---------------- | ---------------- | ---------------- | ---------------- | ---------------- | ---------------- | ---------------- | ---------------- | ---------------- | ---------------- | ---------------- | -------------- | -------------- | -------------- | -------------- | -------------- | -------------- | -------------- | -------------- | -------------- | -------------- | -------------- |
| 1950/51                                                                                  | Бостон           | 69               | -                | -                | 35,2             | -                | 75,6             | 6,9              | 4,9              | -                | -                | 15,6             | 2              | -              | -              | 21,4           | -              | 83,3           | 7,5            | 6,0            | -              | -              | 14,0           |
| 1951/52                                                                                  | Бостон           | 66               | -                | 40,6             | 36,9             | -                | 80,8             | 6,4              | 6,7              | -                | -                | 21,7             | 3              | -              | 46,0           | 40,0           | -              | 93,2           | 4,0            | 6,3            | -              | -              | 31,0           |
| 1952/53                                                                                  | Бостон           | 71               | -                | 41,5             | 35,2             | -                | 81,6             | 6,3              | 7,7              | -                | -                | 19,8             | 6              | -              | 45,0           | 38,3           | -              | 83,6           | 4,2            | 6,2            | -              | -              | 25,5           |
| 1953/54                                                                                  | Бостон           | 72               | -                | 39,7             | 38,5             | -                | 78,7             | 5,5              | 7,2              | -                | -                | 19,2             | 6              | -              | 43,3           | 28,4           | -              | 80,0           | 5,3            | 6,3            | -              | -              | 21,0           |
| 1954/55                                                                                  | Бостон           | 71               | -                | 38,7             | 39,7             | -                | 80,7             | 6,0              | 7,8              | -                | -                | 21,2             | 7              | -              | 42,7           | 38,1           | -              | 95,8           | 6,1            | 9,3            | -              | -              | 21,7           |
| 1955/56                                                                                  | Бостон           | 72               | -                | 38,4             | 36,0             | -                | 84,4             | 6,8              | 8,9              | -                | -                | 18,8             | 3              | -              | 41,3           | 50,0           | -              | 92,0           | 8,0            | 8,7            | -              | -              | 26,3           |
| 1956/57                                                                                  | Бостон           | 64               | -                | 36,9             | 37,8             | -                | 82,1             | 4,8              | 7,5              | -                | -                | 20,6             | 10             | -              | 44,0           | 32,4           | -              | 74,7           | 6,1            | 9,3            | -              | -              | 20,2           |
| 1957/58                                                                                  | Бостон           | 65               | -                | 34,2             | 35,3             | -                | 85,0             | 5,0              | 7,1              | -                | -                | 18,0             | 11             | -              | 41,5           | 34,2           | -              | 85,3           | 6,5            | 7,5            | -              | -              | 18,0           |
| 1958/59                                                                                  | Бостон           | 65               | -                | 37,0             | 38,4             | -                | 85,5             | 5,5              | 8,6              | -                | -                | 20,0             | 11             | -              | 41,8           | 32,6           | -              | 74,5           | 6,9            | 10,8           | -              | -              | 19,5           |
| 1959/60                                                                                  | Бостон           | 75               | -                | 34,5             | 38,4             | -                | 79,2             | 4,7              | 9,5              | -                | -                | 19,4             | 13             | -              | 36,0           | 30,5           | -              | 76,5           | 3,7            | 8,9            | -              | -              | 15,3           |
| 1960/61                                                                                  | Бостон           | 76               | -                | 32,5             | 37,1             | -                | 77,9             | 4,4              | 7,7              | -                | -                | 18,1             | 10             | -              | 33,7           | 34,0           | -              | 76,1           | 4,3            | 9,1            | -              | -              | 16,7           |
| 1961/62                                                                                  | Бостон           | 75               | -                | 28,2             | 39,1             | -                | 75,4             | 3,5              | 7,8              | -                | -                | 15,7             | 14             | -              | 33,9           | 35,7           | -              | 68,4           | 4,6            | 8,8            | -              | -              | 16,0           |
| 1962/63                                                                                  | Бостон           | 76               | -                | 26,0             | 39,7             | -                | 73,5             | 2,5              | 6,8              | -                | -                | 13,2             | 13             | -              | 30,2           | 35,3           | -              | 83,0           | 2,5            | 8,9            | -              | -              | 14,1           |
| 1969/70                                                                                  | Цинциннати Роялз | 7                | -                | 4,9              | 33,3             | -                | 100,0            | 0,7              | 1,4              | -                | -                | 0,7              | Не участвовал  | Не участвовал  | Не участвовал  | Не участвовал  | Не участвовал  | Не участвовал  | Не участвовал  | Не участвовал  | Не участвовал  | Не участвовал  | Не участвовал  |
|                                                                                          | Всего            | 924              | -                | 35,3             | 37,5             | -                | 80,3             | 5,2              | 7,5              | -                | -                | 18,4             | 109            | -              | 38,5           | 34,2           | -              | 80,1           | 5,0            | 8,6            | -              | -              | 18,5           |
| Наведите курсор мыши на аббревиатуры в заголовке таблицы, чтобы прочесть их расшифровку. |                  |                  |                  |                  |                  |                  |                  |                  |                  |                  |                  |                  |                |                |                |                |                |                |                |                |                |                |                |